# 真鍋八千代
真鍋 八千代（まなべ やちよ、男性、1894年（明治27年）2月28日 - 1975年（昭和50年）8月5日）は日本の実業家、弁護士。株式会社後楽園スタヂアム（現・株式会社東京ドーム）第5代社長。日本ボクシングコミッション(JBC)2代目コミッショナー。世界ボクシング協会（WBA）終身名誉会長。
田邊宗英とともに後楽園を一大企業グループに築き上げ、プロボクシング、プロ野球をはじめとするスポーツ界、また映画界など日本興行界の発展に尽力した人物である。

## 人物

### 生い立ち～弁護士になるまで
愛媛県宇摩郡土居町(現・四国中央市)、父・家董、母・ユキ、両家代々神主の家柄の元、8人兄弟の末っ子として生まれる。生後間もない1895年（明治28年）に、北海道開拓のリーダーであった父、家族とともに北海道雨竜郡多度志村（現・深川市）に渡るも父は病死。物心つく頃母からも離れ、北海道庁に勤務する長兄に育てられた。中学生活の途中から上京するようになり、その後中央大学に進学し法律を学ぶが、卒業後肺結核を患い5年間療養に専念。克服した後、弁護士を目指し、1924年(大正13年)司法試験に合格。1936年(昭和11年)には東京弁護士会常議員会議長に就任した。

### 小林一三の誘いで実業界へ
1932年(昭和7年)、阪急東宝グループ（現・阪急阪神東宝グループ）の創業者である小林一三の誘いで株式会社東京宝塚劇場(現・東宝)の顧問弁護士を引き受け、その後、小林に実業人としての適性を見抜かれ実業界へ進むこととなった。
1936年（昭和11年）に東京市牛込区に社団法人矢来町自治会が発足したときには、内部選挙で当選し大石熊吉、佐藤義亮らとともに評議員を務めた。

### 後楽園スタヂアム監査役就任から社長へ
後楽園スタヂアムはプロ野球の予想外の不人気により経営不振に見舞われ、わずか一年で内部紛争が勃発した。真鍋は東宝の代理人として仲裁の労を取ることになり、経営陣の資本関係をはっきりさせ、小林一三、五島慶太らの協力により紛争は解決した。旧役員は退陣し、会長に渋沢秀雄、社長に吉岡重三郎、専務に秦豊吉など東宝のメンバーに加え、調停役をつとめた自らが監査役に名を連ねた。しかし、第二次世界大戦期と重なり経営の見通しは立たず、監査役でありながら実質経営の指揮をとっていくこととなる。1942年、一時離れていた創立メンバーである田邊宗英に社長就任を要請。その後は田邉の女房役として後楽園球場を拠点に日本プロ野球の発展に努めながら、戦後は副社長として後楽園競輪場、後楽園遊園地の建設に次々と着手し二人三脚で事業を拡大していった。田邊逝去後の1957年(昭和32年)には社長に就任。後楽園ホール、石打後楽園スキー場(現・舞子スノーリゾート)、熱海後楽園を設立。監査役就任から現役を引退するまでの約30年間、一度も離れることなく終始一貫、後楽園の経営に参画した。熱海後楽園については「真鍋個人の清潔の看板と後楽園のもつ健康ムードに信頼する」と小松勇次（当時の熱海市長）の熱烈なオファーに加え、市議会、地元民の協力により1965年(昭和40年)に設立。夜の都として知られる熱海を家族ぐるみで楽しめる観光地へと変えた。

### ボクシングコミッショナーとして
日本ボクシングコミッション設立にコミッショナー諮問委員として参加した後、2代目コミッショナーとして、先代田邊宗英の遺志を引き継ぎ、田辺ボクシングクラブ、後楽園ホールを設立。コミッショナー在任18年の間に、日本のプロボクシング会を世界的マーケットに成長させ、多くの日本人世界チャンピオンを輩出させた。東洋ボクシング連盟(OBF)の会長を務め、ボクシング界での功績を称えられ世界ボクシング協会(WBA)終身名誉会長に就任した。

### 訴訟代理人として
株式会社東京宝塚劇場の代理人となり、女優伏見信子が契約に違反して退社したとして訴え、賠償金1万5千円を認めさせた（東京控訴院昭和13年3月26日判決）。

### その他の業績
後楽園以外の事業では、日本テレビ、大映、東宝、新東宝、新宿コマ劇場、東京タワー、野球体育博物館(現・野球殿堂博物館)、逸翁美術館(現・阪急文化財団)の設立に携わり、財政難であった長島温泉を救うなど、実業家、弁護士、両面から功績を残した。また、読売新聞の社主であり読売巨人軍の生みの親である正力松太郎とは切っても切れない間柄で、ものを頼んで断られたことがないというほど付き合いは深く、正力松太郎が日本テレビをつくるときに協力した1人であった。

## 略年譜
- 明治27年（1894年）2月28日 - 愛媛県宇摩郡土居町に8人兄弟の末っ子として生まれる。
- 大正6年（1917年）7月 - 中央大学法律専門部卒業。
- 大正14年（1925年）2月 - 弁護士。東京弁護士会登録。
- 昭和7年（1932年）8月 - 株式会社東京宝塚劇場(現・東宝株式会社)顧問弁護士に就任。
- 昭和11年（1936年）4月 - 東京弁護士会常議員会議長に就任。
- 昭和12年（1937年）2月 - 株式会社江東楽天地監査役に就任。
- 昭和13年（1938年）6月 - 株式会社後楽園スタヂアム(現・株式会社東京ドーム)監査役に就任。
- 昭和16年（1941年） - 日活株式会社代表取締役職務代行に就任。
- 昭和17年（1942年）1月 - 永田雅一らと大映株式会社設立。監査役に就任。
- 昭和19年（1944年）2月 - 株式会社江東楽天地専務取締役に就任。
- 昭和20年（1945年）3月 - 日活株式会社取締役に就任。
- 昭和20年（1945年）12月 - 株式会社後楽園スタヂアム(現・株式会社東京ドーム)取締役副社長に就任。
- 昭和22年（1947年）4月 - 熱海興業株式会社取締役社長に就任。
- 昭和22年（1947年）11月 - 東宝株式会社取締役に就任。
- 昭和22年（1947年）12月 - 大映株式会社取締役に就任。
- 昭和23年（1948年）1月 - 大映株式会社取締役社長に就任。
- 昭和23年（1948年）6月 - 大映株式会社取締役会長に就任。
- 昭和25年（1950年）9月 - 東宝株式会社監査役に就任。
- 昭和26年（1951年）11月 - オリンピア興業株式会社取締役社長に就任。
- 昭和27年（1952年）4月 - 田邊宗英らと日本ボクシングコミッション設立。
- 昭和30年（1955年）5月 - 株式会社東京ボウリングセンター取締役に就任。
- 昭和31年（1956年）2月 - 株式会社新宿コマ・スタジアム(現・コマ・スタジアム)監査役に就任。
- 昭和31年（1956年）12月 - 小林一三らと新宿コマ劇場、新宿コマ東宝設立。
- 昭和32年（1957年）2月 - 株式会社新宿コマ・スタジアム(現・コマ・スタジアム)取締役社長に就任。
- 昭和32年（1957年）3月 - 株式会社後楽園スタヂアム(現・株式会社東京ドーム)取締役社長に就任。
- 昭和32年（1957年）4月 - 東宝殖産株式会社取締役会長に就任。
- 昭和32年（1957年）4月 - 日本ボクシングコミッション2代目コミッショナーに就任。
- 昭和32年（1957年）5月 - 日本テレビ放送網株式会社取締役に就任。
- 昭和32年（1957年）5月 - 日本電波塔株式会社設立。監査役に就任。
- 昭和32年（1957年）5月 - 富士急行株式会社取締役に就任。
- 昭和32年（1957年）5月 - 株式会社関東レース倶楽部(現・よみうりランド)監査役に就任。
- 昭和33年（1958年）3月 - 株式会社新宿コマ・スタジアム(現・コマ・スタジアム)取締役会長に就任。
- 昭和33年（1958年）4月 - 株式会社第一ホテル(現・阪急阪神ホテルズ)監査役に就任。
- 昭和33年（1958年）6月 - 後楽園ジムナジアム(現・後楽園ホール)設立。
- 昭和34年（1959年）12月 - 石打後楽園スキー場(現・舞子スノーリゾート)設立。
- 昭和36年（1961年）8月 - 株式会社アタミロープウェイ取締役社長に就任。
- 昭和36年（1961年）9月 - 東京テアトル株式会社監査役に就任。
- 昭和37年（1962年）1月 - 後楽園食堂株式会社設立。取締役社長に就任。
- 昭和37年（1962年）4月 - 日本初の自動式ボウリング場「ボウリング会館」設立。
- 昭和37年（1962年）5月 - 箱根湖畔開発株式会社取締役に就任。
- 昭和38年（1963年）5月 - 株式会社よみうりランド取締役に就任。
- 昭和39年（1964年）8月 - 株式会社コマ・スタジアム監査役に就任。
- 昭和40年（1965年）2月 - 株式会社熱海後楽園設立。取締役社長に就任。
- 昭和42年（1967年）2月 - 株式会社熱海後楽園取締役会長に就任。
- 昭和44年（1969年）12月 - 株式会社ホテルグランドパレス取締役に就任。
- 昭和45年（1970年）5月 - 株式会社後楽園スタヂアム(現・株式会社東京ドーム)取締役会長に就任。
- 昭和50年（1975年）8月5日 - 死去。享年81。